# Michihiro Yasuda
Michihiro Yasuda, född 20 december 1987 i Kobe, Japan, är en japansk fotbollsspelare som sedan 2015 spelar i Vissel Kobe.